# Шеста влада Николе Пашића
Шеста влада Николе Пашића је била влада Краљевине Србије од 12. априла до 20. јула 1908.

## Чланови владе
| Функција                                                  | Слика | Име и презиме     | Детаљи    |
| --------------------------------------------------------- | ----- | ----------------- | --------- |
| Председник Министарског савета и министар иностраних дела |       | Никола Пашић      |           |
| Министар унутрашњих дела                                  |       | Марко Трифковић   | заступник |
| Министар правде                                           |       | Марко Трифковић   |           |
| Министар финансија                                        |       | Лазар Пачу        |           |
| Министар просвете и црквених дела                         |       | Андра Николић     |           |
| Министар војни                                            |       | Степан Степановић |           |
| Министар грађевина                                        |       | Коста Стојановић  | заступник |
| Министар народне привреде                                 |       | Коста Стојановић  |           |